# 朱錫元
朱錫元，字惕庵。浙江山陰縣（今屬紹興市）人，明末清初政治人物。

## 生平
明崇禎元年（1628年）戊辰科進士。弘光元年（清順治元年，1645年）任南直隸寧國府知府，清軍南下，朱錫元降清，於五月歸城，留任知府，且守城禦賊，保全生民。不久解任。